# Буранный район
Буранный район — административно-территориальная единица в составе Оренбургской и Чкаловской областей, существовавшая в 1935—1959 годах. Административный центр — село Буранное.
Буранный район был образован в январе 1935 года в составе Оренбургской (в 1938—1957 — Чкаловской) области.
По данным 1945 года включал 7 сельсоветов: Буранный, Ветлянский, Изобильный, Линевский, Ново-Илецкий, Покровский и Троицкий.
3 апреля 1959 года Буранный район был упразднён, а его территория передана в Соль-Илецкий район.